# Drăgușeni (okręg Botoszany)
Drăgușeni – wieś w Rumunii, w okręgu Botoszany, w gminie Drăgușeni. W 2011 roku liczyła 1479 mieszkańców.